# Phosphaenopterus metzneri
Phosphaenopterus metzneri là một loài bọ cánh cứng trong họ Đom đóm (Lampyridae). Loài này được Schaufuss miêu tả khoa học năm 1870.